# Omphalosaurus
L'onfalosauro (gen. Omphalosaurus) è un rettile marino estinto, appartenente ai diapsidi ma di incerta collocazione sistematica. Visse tra il Triassico inferiore e il Triassico medio (circa 248 - 240 milioni di anni fa) e i suoi resti fossili sono stati ritrovati in Nordamerica e in Europa. 

## Descrizione
Questo animale è poco conosciuto, e non è mai stato ritrovato uno scheletro completo. La ricostruzione è quindi ipotetica: si suppone che fosse un animale dotato di zampe trasformate in strutture simili a pinne, con una coda allungata e appiattita lateralmente. La lunghezza dell'intero animale doveva aggirarsi sui 3 metri. Il cranio era dotato di un muso relativamente allungato, con una dentatura adatta a triturare spostata verso la parte anteriore. Denti a forma di grossi bottoni erano concentrati verso la parte centrale del cranio, e andavano a formare una superficie superiore convessa e un'altra superficie inferiore concava, posizionate rispettivamente nelle premascelle e nelle ossa dentali (Sander e Faber, 2003). Le vertebre erano simili a quelle degli ittiosauri (Sander e Faber, 1998). 

## Classificazione
Il genere Omphalosaurus venne istituito nel 1906 da J. C. Merriam, sulla base di resti fossili ritrovati in Nevada. La specie tipo è Omphalosaurus nevadanus. In seguito sono state attribuite altre specie al genere Omphalosaurus, solitamente distinte grazie a differenze nella disposizione e nella struttura dei denti. Tra queste, sono da ricordare Omphalosaurus nettarhynchus sempre del Triassico medio del Nevada, Omphalosaurus merriami (la specie più antica, del Triassico inferiore delle Spitsbergen), Omphalosaurus wolfi (Triassico medio della Germania, forse identica alla specie tipo) e Omphalosaurus peyeri. Quest'ultima specie, anch'essa del Triassico medio tedesco, è basata su fossili probabilmente appartenenti a due animali diversi, uno dei quali (rappresentato da alcune ossa postcraniche) era un ittiosauro. 

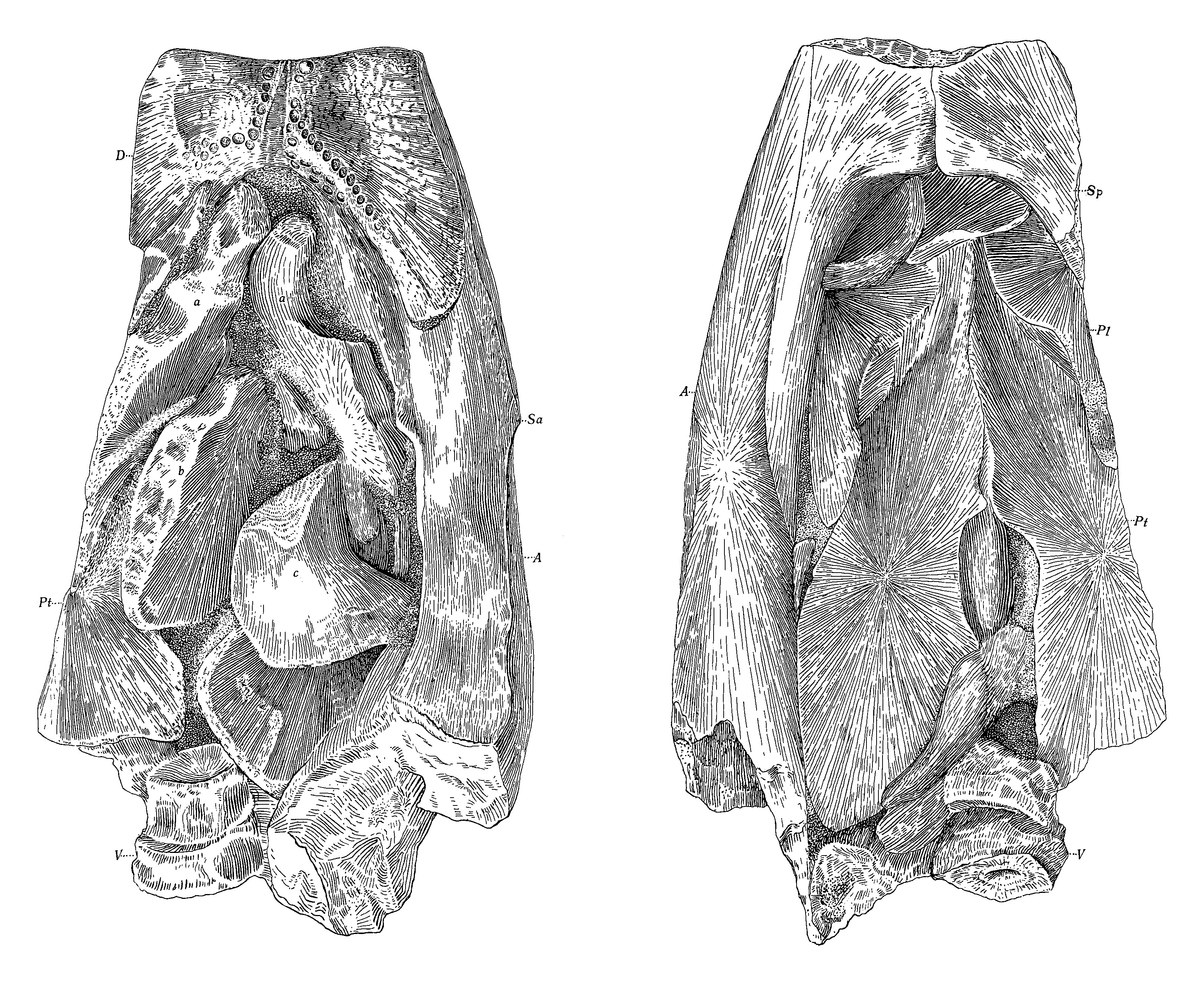
Olotipo di Omphalosaurus nevadanus

Omphalosaurus non gode di una classificazione chiara. Merriam istituì anche la famiglia Omphalosauridae, al di fuori del gruppo degli ittiotterigi. Friedrich von Huene, nel 1922, istituì l'ordine Omphalosauria, mentre altri studiosi hanno avvicinato Omphalosaurus al grande gruppo degli ittiosauri, principalmente sulla base della forma delle vertebre (Motani, 2000). Analisi cladistiche hanno messo in luce caratteristiche primitive (simplesiomorfie) o convergenze con gli ittiosauri, oltre ad altre caratteristiche esclusive di Omphalosaurus (ad esempio una sinfisi mandibolare spleniale). Altri studi (Sander e Faber, 2003) sulla base di uno scheletro parziale ritrovato in Germania, hanno messo in luce alcune sinapomorfie che porterebbero all'inclusione negli ittiosauri.

## Paleoecologia
Omphalosaurus era chiaramente un rettile marino dal nuoto non particolarmente veloce. La peculiare struttura del cranio indica che questo animale era durofago, ovvero si nutriva di animali dotati di conchiglia o carapace, che venivano frantumati dai grossi denti emisferici. È inoltre possibile che si nutrisse di alghe.